# Rhodotorula lignophila
Rhodotorula lignophila är en svampart som först beskrevs av I. Dill, C. Ramírez & A.E. González, och fick sitt nu gällande namn av Roeijmans, Eijk & Yarrow 1989. Rhodotorula lignophila ingår i släktet Rhodotorula, ordningen Sporidiobolales, klassen Microbotryomycetes, divisionen basidiesvampar och riket svampar.   Inga underarter finns listade i Catalogue of Life.